# نام (فیلم ۱۹۸۶)
نام (به هندی: Naam) فیلمی محصول سال ۱۹۸۶ و به کارگردانی ماهش بات است. در این فیلم بازیگرانی همچون نوتان، کومار گارو، سانجی دات، آمریتا سینگ، پونام دیلون، پارش راوال، آشوتوش گواریکر ایفای نقش کرده‌اند.

## خلاصه داستان
راوی و ویکی دو برادر هستند که به همراه مادرشان در فقر و تنگدستی زندگی میکنند. راوی در یک شرکت کار میکند و دلباخته دختری بنام سیماست. ویکی هم که کار و باری ندارد مدام مشغول دعوا و کتک کاری با اراذل اوباش است.راوی برای فرستادن ویکی به دبی برای کار ، جرم تصادف رئییسش را گردن گرفته و با پولش ویکی را راهی دبی میکند. ولی دردسر اصلی زمانی شروع می شود که مدارک ویکی جعلی از آب در آمده و او در دبی گرفتار یک باند قاچاق مواد میشود و...